# جورج هاجر
جورج هاجر (بالإنجليزية: George Hager)‏ هو كاريكاتيري أمريكي، (و. مارس 1885  م).

## وصلات خارجية
- جورج هاجر على موقع إن إن دي بي (الإنجليزية)